# Kūreh Bolāgh
Kūreh Bolāgh (persiska: کوره بلاغ, کورا بلاغ) är en ort i Iran.   Den ligger i provinsen Östazarbaijan, i den nordvästra delen av landet, 500 km väster om huvudstaden Teheran. Kūreh Bolāgh ligger 1 393 meter över havet och antalet invånare är 196.
Terrängen runt Kūreh Bolāgh är platt åt sydväst, men åt nordost är den kuperad. Runt Kūreh Bolāgh är det ganska tätbefolkat, med 90 invånare per kvadratkilometer. Närmaste större samhälle är Bonāb, 15,9 km norr om Kūreh Bolāgh. Trakten runt Kūreh Bolāgh består till största delen av jordbruksmark.